# Pointe du Hoc

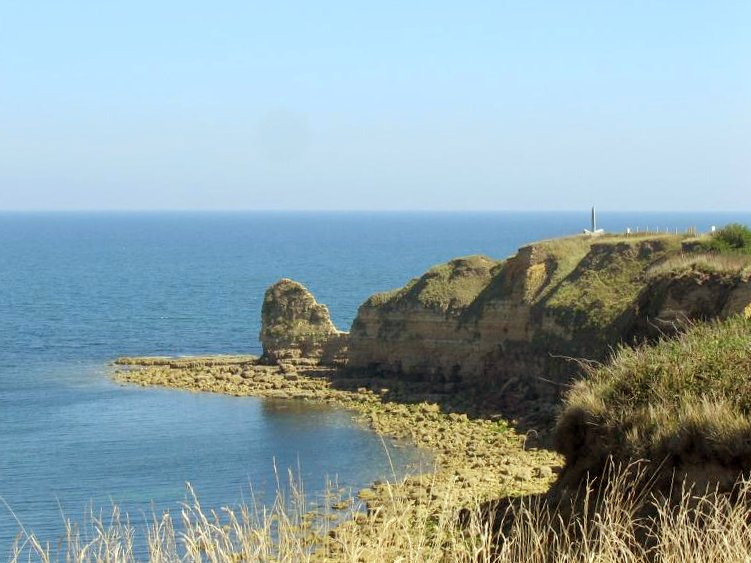
Vista atual de Pointe du Hoc tomada à oeste, vendo-se ao topo o monumento

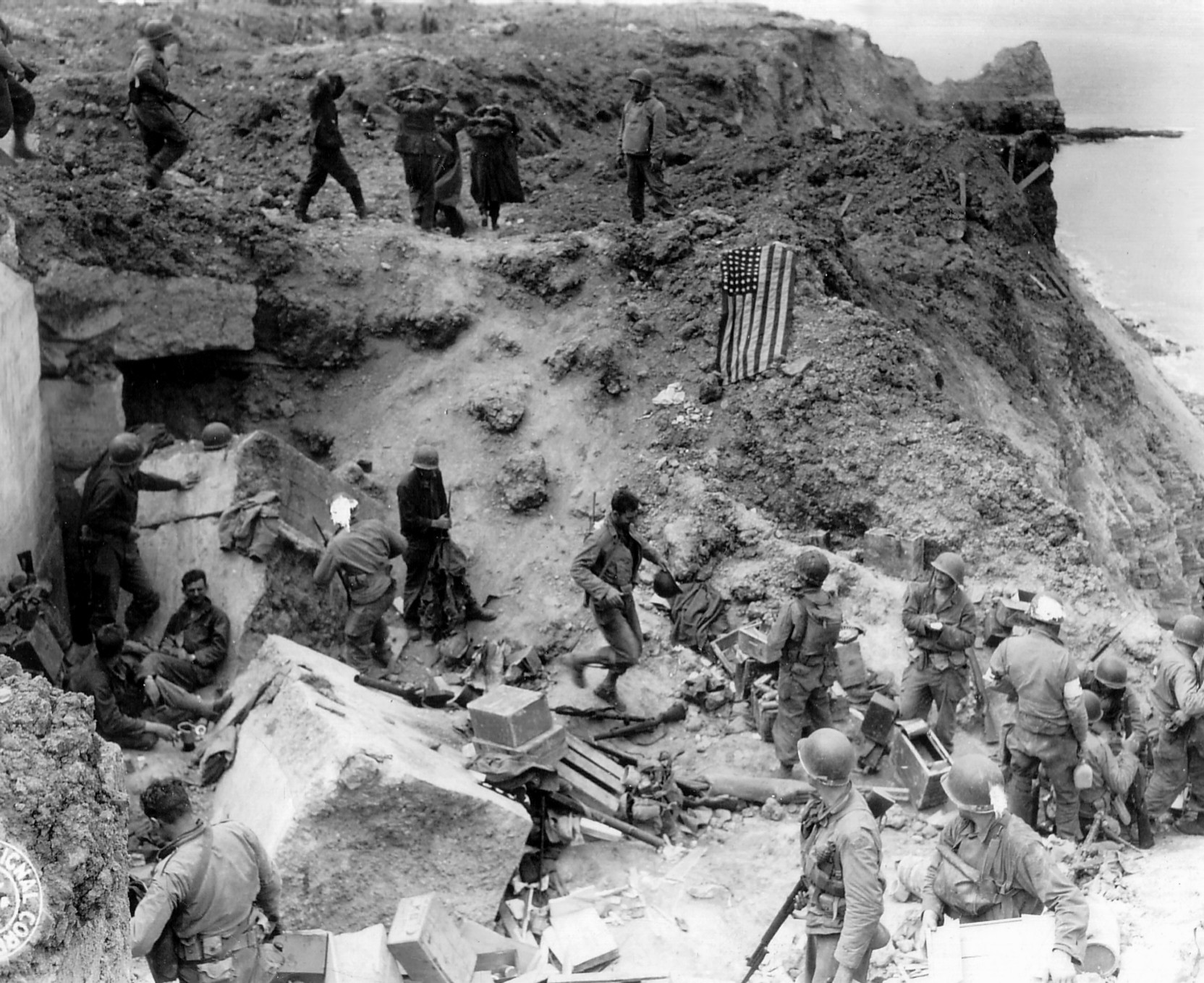
Tropas americanas nas ruínas das defesas alemãs, fazendo vários prisioneiros.

Pointe du Hoc é um rochedo à beira mar, na costa da Normandia, França, entre Grandcamp-les-Bains e Vierville-sur-Mer justaposto a um platô sobre falésias de cerca de 30 metros de altura.

## Pointe du Hoc na Segunda Guerra Mundial

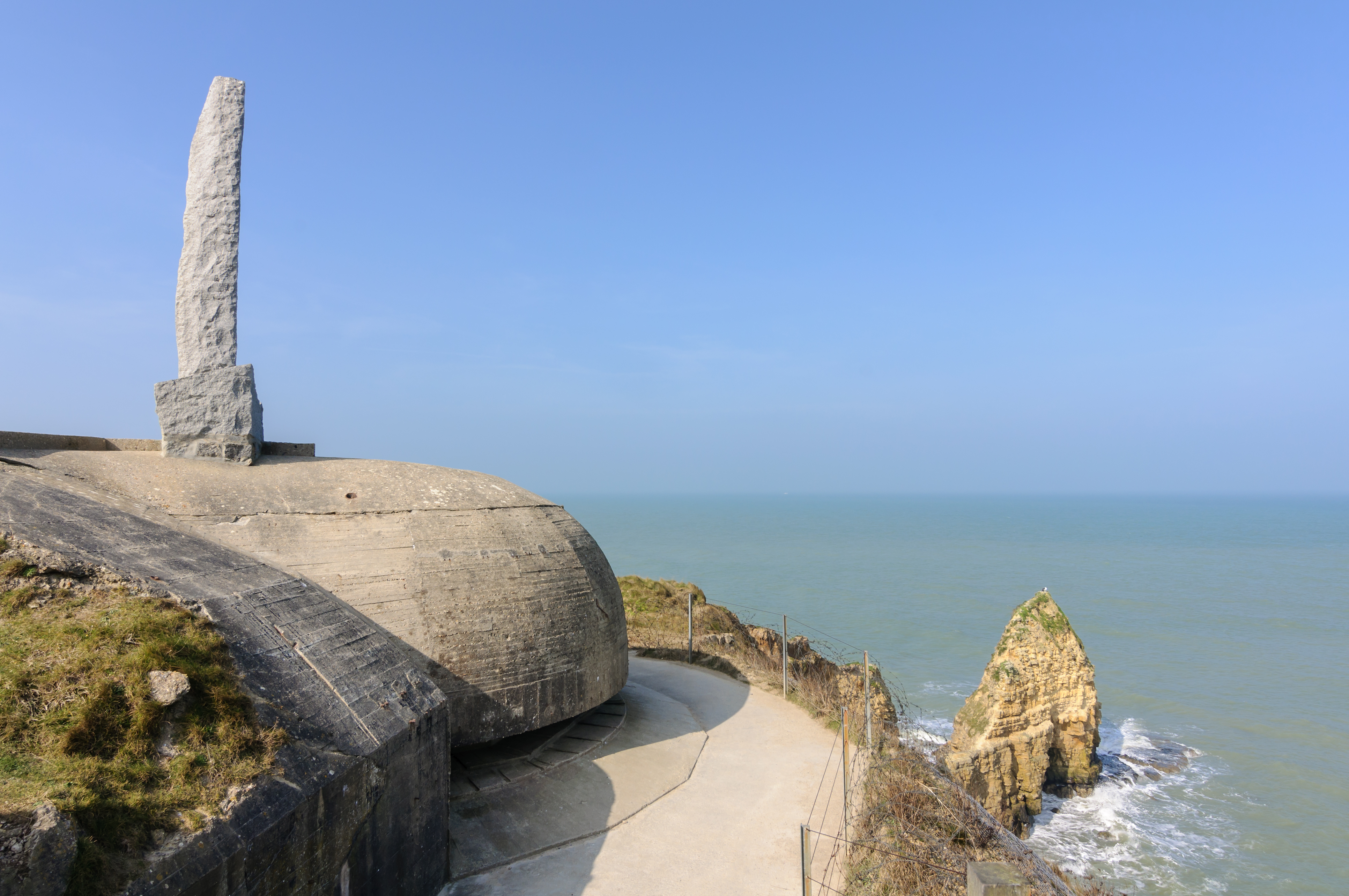
Bunker de observação e tiro em Pointe du Hoc

Durante a Segunda Guerra Mundial, a Organização Todt ali construiu uma posição de artilharia fortificada, que consistia de cinco casamatas para abrigar peças de artilharia de 155 mm Skoda, capturadas aos Tchecos. Esta posição visava defender a praia à leste de Pointe du Hoc que veio a ficar conhecida com o codinome de Omaha e à oeste, Utah.
Durante o Dia D, tropas Norte-americanas, do Segundo Batalhão de Rangers, comandadas pelo Tenente-coronel James Earl Rudder, tomaram a posição desembarcando na praia ao sopé de Pointe du Hoc e escalando as falésias com equipamentos de alpinismo, cordas e escadas.
Entretanto, os canhões haviam sido removidos dois dias antes, por ordem do Marechal Erwin Rommel, responsável pelo comando das forças alemãs no oeste da França, para uma posição na retaguarda.

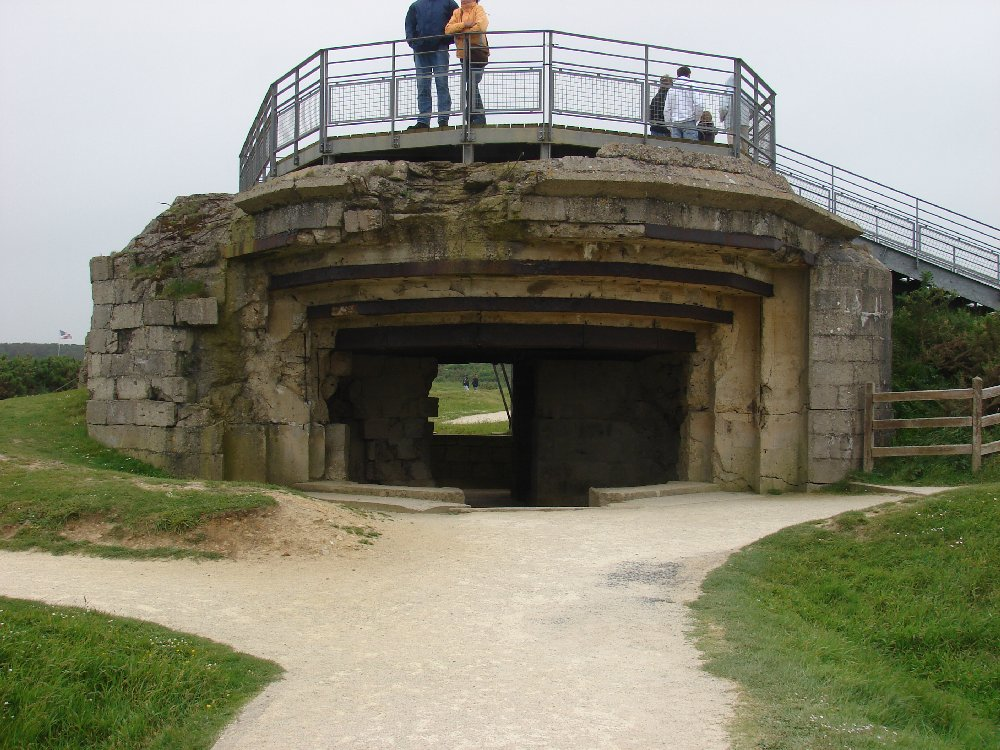
Casamata em Pointe du Hoc. No topo, há um observatório construído para turistas.

As forças americanas, entretanto, após tomarem a posição de Pointe du Hoc, moveram-se mais para o interior e conseguiram destruir os canhões.

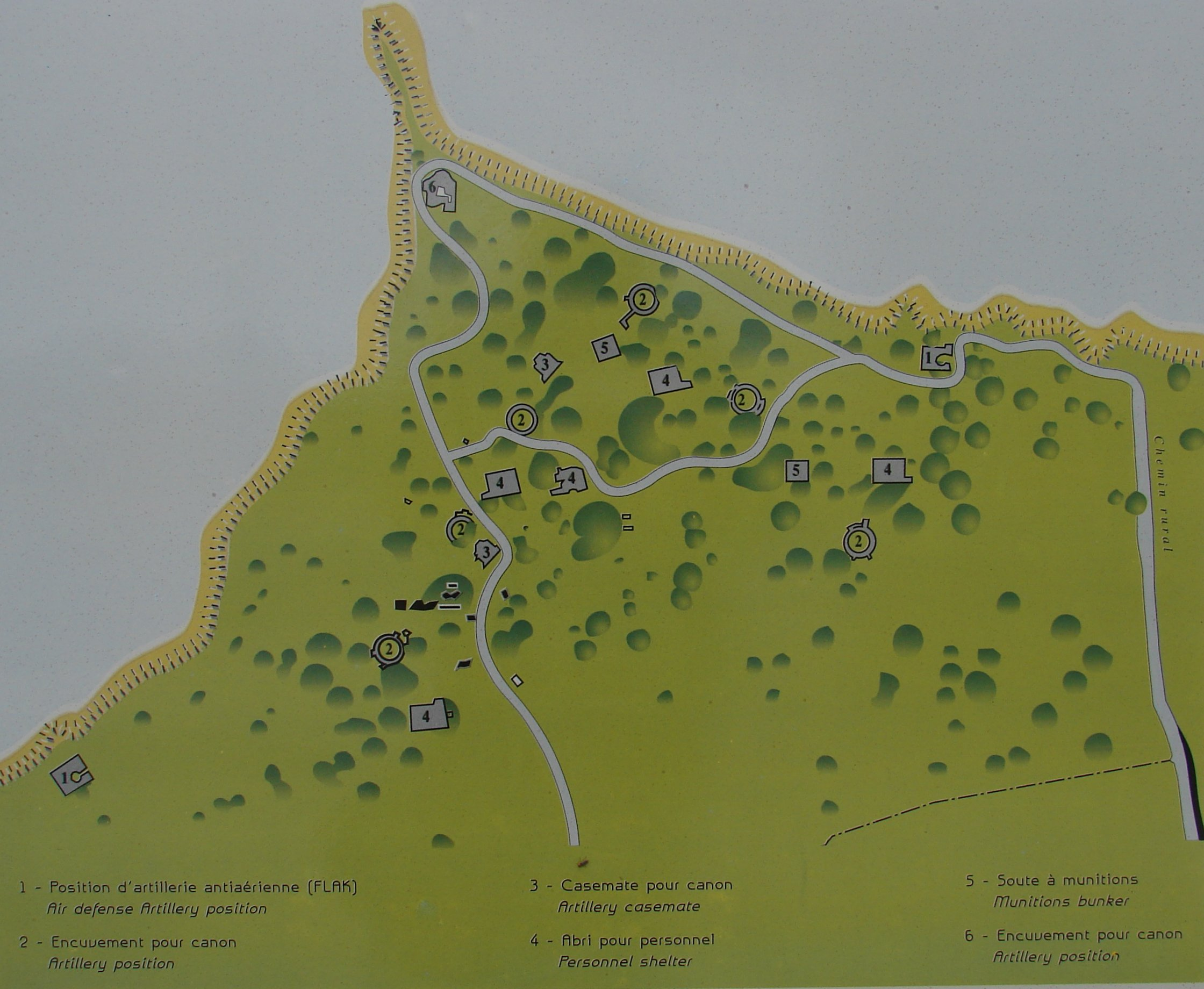
Mapa do Monumento de Pointe du Hoc, mostrando a posição das casamatas e outras edificações

Mantiveram a posição por mais dois dias, até serem rendidas pelas tropas que desembarcaram na praia de Omaha.

## Pointe du Hoc na atualidade
Atualmente, a área de Pointe du Hoc é propriedade do governo dos Estados Unidos da América, que mantém o sítio intacto e nele construiu um memorial. Em 1984 o então presidente dos Estados Unidos Ronald Reagan fez um discurso no local em comemoração ao quadragésimo aniversário do Dia D.

## Pointe du Hoc no cinema
A acção em Pointe du Hoc durante a Segunda Guerra Mundial foi tema de cenas do filme O mais longo dos dias em inglês, "The longest Day".